# Ngụy Khắc Đản
Ngụy Khắc Đản (魏克憻, 1817–1873), tự Thản Chi, là danh sĩ và là quan nhà Nguyễn trong lịch sử Việt Nam.

## Tiểu sử sơ lược

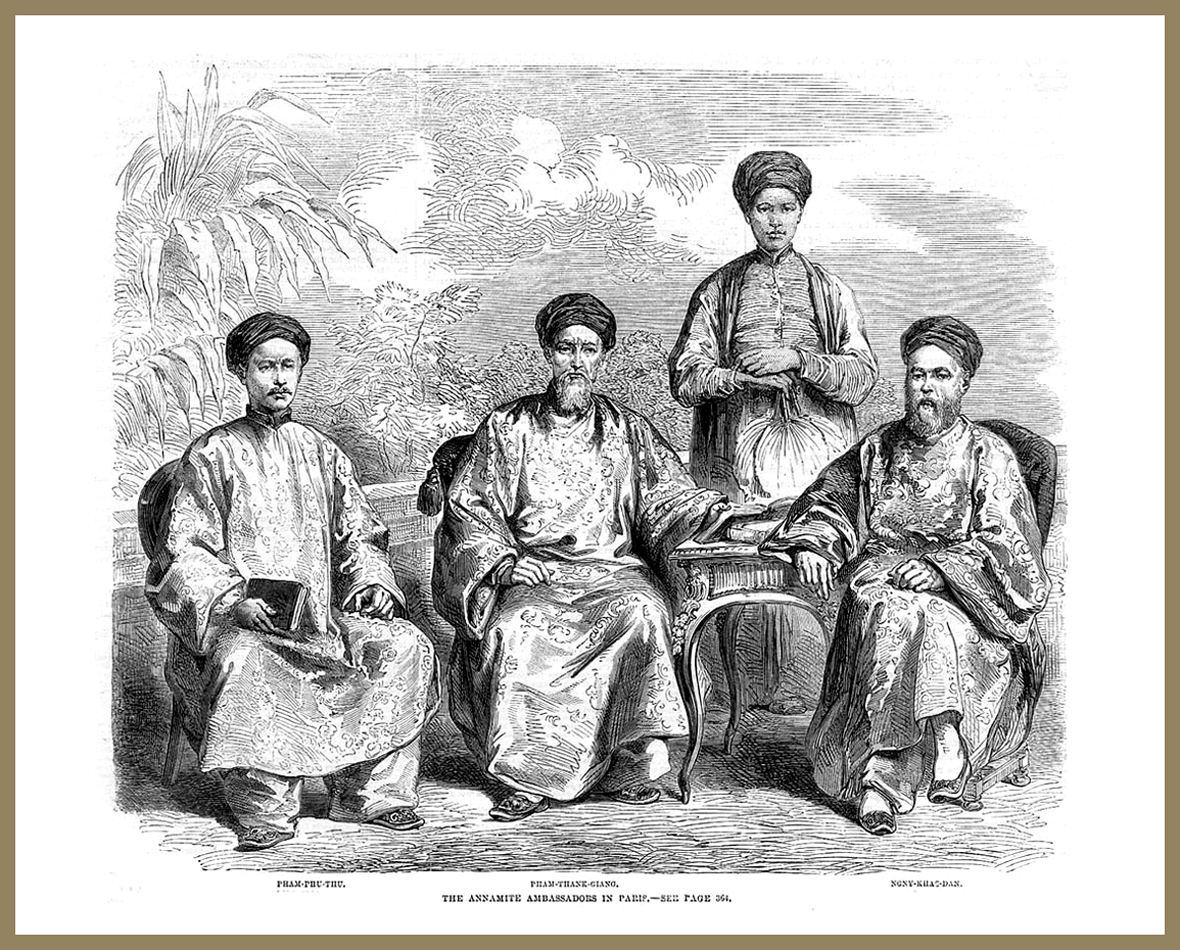
Đoàn sứ thần Đại Nam tại Paris năm 1863, hàng ngồi từ trái qua phải: Phó sứ Phạm Phú Thứ, Chánh sứ Phan Thanh Giản, và Bồi sứ Ngụy Khắc Đản

Ngụy Khắc Đản sinh trưởng tại xã Xuân Viên, tổng Xuân Viên, huyện Nghi Xuân, phủ Đức Thọ, tỉnh Nghệ An (nay là xã Xuân Viên, huyện Nghi Xuân, tỉnh Hà Tĩnh).
Cha ông là Ngụy Khắc Thận. Năm Thiệu Trị thứ nhất (1841), Ngụy Khắc Đản thi đỗ cử nhân khoa Tân Sửu tại trường thi xứ Nghệ An, được bổ làm huấn đạo huyện Can Lộc (nay thuộc tỉnh Hà Tĩnh).
Năm Tự Đức thứ 9 (1856), Ngụy Khắc Đản thi đỗ đầu thi Đình đệ nhất giáp tiến sĩ cập đệ đệ tam danh (tức Đình nguyên Thám hoa). Sau đó, ông nhập ngạch Hàm lâm, rồi thăng dần lên Án sát Quảng Nam.
Tháng 8 năm 1858, tàu chiến Pháp nả đạn pháo tấn công Đà Nẵng, đến ngày 5 tháng 6 năm 1862 thì Hòa ước Nhâm Tuất được ký kết giữa triều đình Tự Đức và thực dân Pháp, mà phần thua thiệt ở về phía Việt Nam.
Để chuộc lại ba tỉnh miền Đông Nam Kỳ (Biên Hòa, Gia Định, Định Tường) vừa bị mất sau hòa ước trên, năm 1863, Ngụy Khắc Đản được cử làm bồi sứ trong phái đoàn của Phan Thanh Giản đi sang Pháp thương thuyết để chuộc lại lãnh thổ đã mất. Cuộc hội kiến triều đình Napoleon III khá thành công, tháng 12/1863, Pháp cử Gabriel Aubaret làm lãnh sự ở Vọng Các (Bangkok, Thái Lan) và đến Huế để thương thảo hòa ước mới để thay cho Hòa ước Nhâm Tuất mà lịch sử thường gọi là Dự thảo Hòa ước Aubaret. Thông qua dự thảo mới này thì triều đình Huế được chuộc lại 3 tỉnh miền Đông Nam Kỳ, nhưng đến phút cuối thì chính phủ Pháp đã gửi phản lệnh, huỷ bỏ dự thảo hòa ước này.
Đi sứ về, năm 1864, Ngụy Khắc Đản được thăng làm Bố chính sứ Nghệ An, rồi lần lượt trải các chức: Khâm sai Kinh lý Trấn Ninh, sung Tuyên phủ sứ, thự Hữu tham tri bộ Hộ, Thượng thư bộ Binh, Thượng thư bộ Công, sung tham biện viện Cơ mật.
Sau vì bệnh, Ngụy Khắc Đản xin cáo về rồi mất tại quê nhà năm 1873, lúc 56 tuổi. Nghĩ đến công lao, vua Tự Đức chuẩn cho ông thực thụ hàm Tham tri và sai quan đến tế.

## Tác phẩm
Tác phẩm của Ngụy Khắc Đản có:
- Tây phù nhật ký
- Như Tây Ký
- Tuồng Kim Vân Kiều

## Sách tham khảo
- Quốc sử quán triều Nguyễn, Đại Nam chính biên liệt truyện. Nhà xuất bản Văn Học, 2004.